# 増田友也
増田 友也（ますだ ともや、1914年12月 - 1981年8月）は、日本の建築家。建築研究者。元京都大学工学部教授。

## 経歴
兵庫県三原郡八木村（現・南あわじ市）に生まれる。八木村は徳島県鳴門市と鳴門海峡を挟んで向き合う淡路島の南西側に位置した。
1935年に京都帝国大学工学部建築学科に入学し、1年留年の上、1939年（昭和14年）に卒業した。卒業後は満州炭鉱工業会社に就職する。戦時体制が刻々と激化していく中で、いつ召集を受けるかもわからないという情勢であったが、増田は「関東軍コンクリート造船」の技術者として招かれ、試験を繰り返す3年間を過ごしたことで、結果的に戦地に送られることはなかった。
1950年8月15日に京都大学工学部建築学科講師に着任する。
1960年代に独自のスタイルによる建築を多数発表。京都大学増田研究室で独創的な建築空間論を確立した後、夢窓疎石の禅的な建築空間論研究から有形の作品を超えて道元の思想世界へと昇華し、マルティン・ハイデッガーの建築的存在論へと展開。そしてその思索は「建築以前」へといたる。
財団法人啓明社では、1970代後半になって低迷していた財団の活動を活性化するため、当時の山路進理事長、谷山輝雄理事らによって増田が進めていた建築・都市の学際的な研究活動を支援する提案がなされ、1977年、関西における事業として支援をおこなった。
1978年に京都大学を退官、名誉教授となる。1980年、福山大学に着任。
1981年8月に66歳で逝去。

## 思想
増田友也は、難解な哲学的思考に基づく建築論が有名である。市川秀和博士によれば増田の研究・思索は3期に分類できるとされている。

### 空間論
前期思索として空間論が思索されている。1950年〜1964年の前期思索でまたこの期間も大きく前半期、後半期に分けられると見られる。前半期は「空間形成」の原初追求、後半期は、注目が高まった日本建築の伝統的な空間構成を「西欧的思考」で捉え直そうと試みたものであった。
前期は博士論『建築的空間の原始的構造 Arunta の儀場とTodas の建築との建築学的研究』（1955年）にまとめられ、後期は「家と庭との空間構成についての覚書」（1958年）、次いで『家と庭の風景‐日本住宅の空間論的考察‐』）（1964年）にまとめられた。

### 風景論
中期思索として風景論が思索されている。風景論とは建築することが破壊を孕む両義性を超えて、環境・風景のために建築家の持つべき道義性morality の必要性を説き、「本来的に人の住みつくその場所 ethnos」を規定し、それは建築が出来た時ではなく、人が住まうことで建築されゆくことを示唆した。

### 存在論
そして存在論は晩年となる「後期思索」として分類される。これはマルティン・ハイデッガーの哲学思想を下敷きに建築とは何かを問い、『建築以前（退官講義）』（1978年）や『建築について』（1978年）にまとめられるが、体系化に行き着く前に歩みを終えた感があり、市川秀和博士は、その「思索の道 Lebenund Denkweg」こそが増田の独自性であると説いた。

## 建築作品と作風の概要
『増田友也先生退官記念 著作・作品目録』によると、増田友也の建築作品は84作で、内訳は実施作61作、計画案23作であるという。長岡大樹が増田の言論に基づき、3つの設計態度（作風）の抽出を行っている。
1967年8月に建築と絵との体質的な差異について＜建築は絵画や彫刻のように何ものかを再現しようとしていません それは林檎とか風景とか人体とかはもちろんのこと 樹の青 海の蒼をも再現しようとはしていません それは理想的に白一色の大理石でも作るのが本来の建築なのです 線と面と光と翳 それだけが建築の単語なのです 建築と言う考えが成立した当初はまさにこの通りだったのです＞。
文脈から察するに、増田自らの設計思想を論じた文章とは異なるため、ここから設計態度（作風）を導き出すことが適切であるかは、議論の余地があり、それでいていくらか恣意的な印象を感じなくもないが、「A：建築は何ものかを再現するものではない。B:一種類の材料（色彩）で作ることが本来の建築である。C:建築の単語は「線と面と光と翳」だけである」とまとめており、これを (1)建築が矩形を基調とし、過度な形態操作をしない（A） (2)コンクリート打放し仕上げが大部分を占める（B／58 作が鉄筋コンクリート造で、うち50 作品が打放し仕上げ） (3)陰影を線・面の構成で建築を表現する と整理する。
とりわけ建築意匠面での特徴として、長岡大樹は (3)陰影を線・面の構成で建築を表現する に注目しており、壁の造形表現の移り変わりを見ることで増田の作風を捉えることができるとして、論文発表されているのが「増田友也の建築と壁の造形」（2011年）である。
この研究論文では、「庇・屋根・壁」の有無と組み合わせと造形的特徴から、次のように8種類の「壁面の構成手法」として
整理を行っている。
1. 張出し庇：庇が壁体からキャンティレバーで張出し、ファサードに水平の帯を与える。
2. 壁面全体の門型枠：庇の役割を果たす屋根スラブと両サイドの袖壁が、壁面全体を門型（ 型）に枠づける。
3. 屋根の持ち上げ：屋根を壁から持上げて、壁の輪郭（特に壁の上辺）を際立たせる。
4. 柱梁による方形架構：建物の骨組である柱・梁の方形架構を壁面全体に表出させる。
5. 重厚な一枚壁：一枚の重厚な壁を建物の正面に据え内外を隔てる。
6. バルコン（バルコニー）のルーバー分割：外壁からガラスを後退させて設えたバルコンに垂直にルーバーを並べる。
7. 垂直ルーバー壁：GL から軒まで届く垂直ルーバーを壁体に組み込む。
8. 雁行型屈折壁：隣り合う室を雁行型にずらして並べ、屈折する壁面を構成する。

この8種類の「壁面の構成手法」に加えて、手すりなど「壁の付加要素」、壁面の凹凸となる「外壁面の断面形状」、ガラス・壁・手すりなどの前後関係である「壁面要素の前後関係」を検討材料に、増田友也の建築作品における壁の造形を7つのパターンと4期に区分・整理を行っている。
- I期：初期・1957年〜1959年

梁の延長体である張出し庇がファサードをめぐり、各層ごとに水平の帯が走る。
方形架構と横架材による日型のパタンが壁面全体を覆う。
- II期：前期・1960年〜1963年

袖壁を屋根スラブがファサード全体を門型に枠づけている。
- III期：中期：1963年〜1971年

壁はコーナーで回り込まずに袖壁として余分に伸び、「一枚の壁」として明確に分節化している。
コンクリート壁の懐に深く入り込んだバルコン（バルコニー）を垂直ルーバーが区画するため、壁面には彫りのある矩形が並ぶ。
- IV期：後期・1968年〜1980年

（垂直ルーバー壁によって）中期の彫塑的な壁から転じて、「開きつつ閉じる」半透明の相をした壁を実現している。
部屋の数だけ屈折する壁面がファサードを形成している。さらに上階の部屋を下階から後退して、屋上庭園（ルーフテラス）を設けることも多い。

## 主な作品
| 建造物名                                         | 年                 | 所在地         | 状態           | 備考 |
| ------------------------------------------------ | ------------------ | -------------- | -------------- | ---- |
| 旧建部歯科医院                                   | 1953年（昭和28年） | 京都市左京区   | 登録有形文化財 |      |
| 尾道市役所 公会堂                                | 1960年（昭和35年） | 広島県尾道市   | 現存せず       |      |
| 京都大学工学部坂記念館                           | 1960年（昭和35年） | 京都市左京区   |                |      |
| 洲本市庁舎                                       | 1961年（昭和36年） | 兵庫県洲本市   | 現存せず       |      |
| 鳴門市民会館                                     | 1961年（昭和36年） | 徳島県鳴門市   | 現存せず       |      |
| 衣笠山の家                                       | 1962年（昭和37年） | 京都市北区     |                |      |
| 京都市蹴上浄水場本館                             | 1962年（昭和37年） | 京都市東山区   |                |      |
| 東山会館                                         | 1963年（昭和38年） | 京都市東山区   | 現存せず       |      |
| 鳴門市役所                                       | 1963年（昭和38年） | 徳島県鳴門市   |                |      |
| 福岡ワカ末ビル                                   | 1965年（昭和40年） | 福岡市博多区   |                |      |
| 第一レース株式会社京都工場                       | 1965年（昭和40年） | 京都市南区     |                |      |
| 京都大学ユーラシア文化研究センター（羽田記念館） | 1966年（昭和41年） | 京都市北区     |                |      |
| 京都大学工学部1号館、同6号館                     |                    | 京都市左京区   |                |      |
| 智積院信徒会館                                   | 1966年（昭和42年） | 京都市東山区   | 現存せず       |      |
| クリスチャンアカデミーセミナーハウス             | 1967年（昭和42年） | 京都市左京区   |                |      |
| 西宮市民会館                                     | 1967年（昭和42年） | 兵庫県西宮市   |                |      |
| 京都大学大型計算機センター計算機室               | 1968年（昭和43年） | 京都市左京区   |                |      |
| 京都大学原爆災害総合研究調査班遭難記念碑         | 1970年（昭和45年） | 広島県廿日市市 |                |      |
| 豊岡市民会館                                     | 1971年（昭和46年） | 兵庫県豊岡市   |                |      |
| 京都大学工学部8号館                              | 1972年（昭和47年） | 京都市左京区   |                |      |
| 京都大学総合体育館 創立70周年記念体育館          | 1972年（昭和47年） | 京都市左京区   |                |      |
| 鳴門市立北灘西幼稚園                             | 1974年（昭和49年） | 徳島県鳴門市   |                |      |
| 西日本カントリークラブ 直方コースクラブハウス    | 1975年（昭和50年） | 福岡県直方市   |                |      |
| 鳴門市勤労青少年ホーム                           | 1975年（昭和50年） | 徳島県鳴門市   |                |      |
| 鳴門市立桑島幼稚園                               | 1976年（昭和51年） | 徳島県鳴門市   |                |      |
| 鳴門市老人福祉センター                           | 1977年（昭和52年） | 徳島県鳴門市   |                |      |
| 徳島県阿波町庁舎                                 | 1979年（昭和54年） | 徳島県阿波町   |                |      |
| 鳴門市文化会館                                   | 1982年（昭和57年） | 徳島県鳴門市   |                |      |